# M. 섀도스
메튜 찰스 샌더스(Matthew Charles Sanders, 1981년 7월 31일 ~ )는 미국의 가수, 작곡가로, 흔히
멧 섀도스 혹은 엠 섀도스로 알려져있다 그는 미국의 헤비 메탈밴드 어벤지드 세븐폴드의 보컬이다.

## 유년시절
엠 섀도스는 어릴 적부터 노래를 부르기 시작했다 그는 락, 헤비 메탈에 관심이있었다 그후 나이가 든 후에 기타를 치기 시작했다. 그는 헌팅턴 비치 고등학교에 다니며 펑크밴드인 "Successful Failure"짧은 기간 동안 있었다.
이것을 계기로 그는 1999년 중학교 친구인 잭키 벤젠스, 더 레브, 멧 웬트와 함께 어벤지드 세븐폴드를 결성하였다.

## 예명
엠 섀도스는 다른멤버와 같이 예명을 쓴다. 인터뷰를 따르면 그는 그룹의 어두운 캐릭터가 되고 싶다고 생각하여"M.Shadows"라는 예명을 정했다고 했다. M은 그의 이름인 Matthew에서 따온것이며 그는 다른 성공한 뮤지션들에게 영향을 받아 예명을 만들었다고 했다.
e.g. 건스 앤 로지스의 슬래시, 슬립낫의 제임스 샤퍼

## 사생활
그는 2009년 10월 17일에 결혼했고 그의 가족은 그의 아내 그리고 두 아들이 있고 그의 여동생은 에이미 샌더스이다.

## 음반
어벤지드 세븐폴드
- Sounding The Seventh Trumpet (2001)
- Waking the Fallen (2003)
- City of Evil (2005)
- Avenged Sevenfold (2007)
- Live in the LBC & Diamonds in the Rough (2008)
- Nightmare (2010)
- Hail to the King (2013)
- The Stage (2016)